# Kure (atol)
Kure (haw. Hōlanikū, także Mokupāpapa) – atol leżący w archipelagu Hawajów, w grupie Północno-Zachodnich Wysp Hawajskich. Administracyjnie należy do stanu Hawaje w Stanach Zjednoczonych. Jest bezludny.

## Geografia

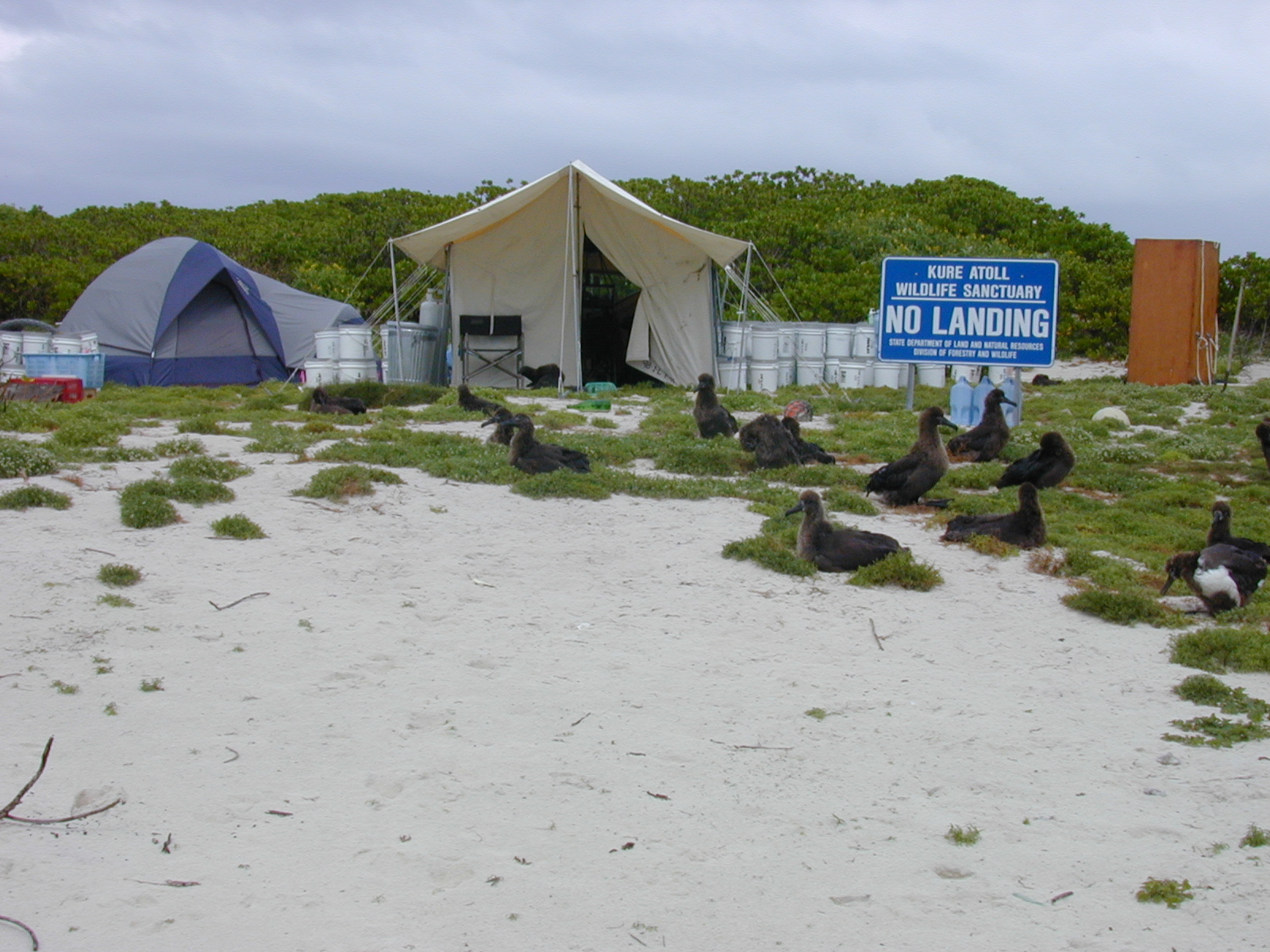
Namioty wolontariuszy i albatrosy na Green Island w 2001 roku

Kure to najdalej na północ wysunięta wyspa archipelagu Hawajów, a zarazem najdalej na północ wysunięty atol na Ziemi, oddalony o 55 mi (89 km) na zachodni północny zachód od Midway. Jest to owalny atol, składający się z pierścienia rafy koralowej o średnicy 9,6 km otaczającej lagunę. Pierścień jest otwarty od południowego zachodu, ale tylko małe jednostki mogą wpłynąć do laguny. Jedyną stałą wyspą w obrębie atolu jest Green Island (ang. „zielona wyspa”) o długości około mili (~1,6 km), położona w południowo-wschodniej części atolu; mniejsza Sand Island jest piaszczystą wysepką o zmiennym kształcie. Wysepki razem mają powierzchnię 0,81 km², otaczające je rafy mają 324 km² powierzchni. Green Island ma kształt półksiężyca, otacza ją pierścień wydm sięgających 6 m wysokości na północnym wschodzie i 3 m po stronie południowej i wschodniej; w jej wnętrzu znajduje się zagłębienie.

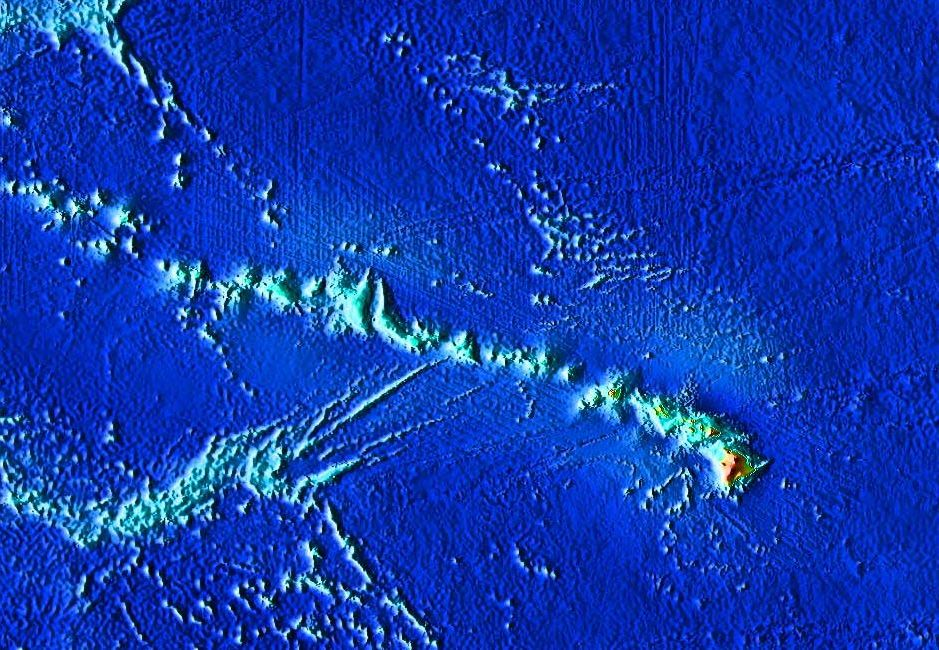
Grzbiet Hawajski: mapa ukształtowania dna morskiego

Kure znajduje się w pobliżu tzw. punktu Darwina, w którym wzrost koralowców staje się zbyt wolny, aby równoważyć subsydencję. Koralowy atol narósł na szczycie dawnego wulkanu tarczowego, który wygasł i uległ erozji. Datowanie metodą potasowo-argonową pozwoliło stwierdzić, że wulkan był aktywny 29,8 miliona lat temu (oligocen). W dalszej przyszłości na skutek ruchu płyty pacyficznej Kure przekroczy punkt Darwina, wzrost koralowców nie będzie w stanie zrównoważyć subsydencji i wyspa zapadnie się pod wody Pacyfiku, dołączając do starszych gór podwodnych Grzbietu Hawajskiego.
Atol Kure jest objęty ochroną prawną jako część Papahānaumokuākea Marine National Monument.

## Klimat
Klimat archipelagu Hawajów przez cały rok jest łagodny, o małej zmienności. Przeważają wiatry z północnego wschodu. Latem dominujący wpływ wywiera na niego wyż północnego Oceanu Spokojnego; zimą, szczególnie od listopada do stycznia, niż aleucki przemieszcza się na południe i może stać się dominujący w tym regionie. Temperatury powietrza na Kure zmieniają się w ciągu roku w zakresie 11–33 °C. Maksymalna miesięczna średnia temperatura powierzchni oceanu w okresie 1986–2006 to 27 °C w sierpniu i wrześniu, minimalna w lutym to 19 °C. Najsilniejszy huragan zarejestrowany w tym regionie to huragan Patsy z 1959 roku, który przechodząc między Midway a Kure osiągał prędkość wiatru ponad 115 mi/h (185,07 km/h).

## Historia
Nie ma archeologicznych świadectw bytności ludzi na Kure, ale w tradycji ustnej zachowały się opowieści świadczące, że rdzenni Hawajczycy wiedzieli o istnieniu Północno-Zachodnich Wysp Hawajskich. Kulturowo były one uznawane za krainy przodków, nieprzeznaczone dla żyjących. Badacze kultury hawajskiej powiązali atol Kure z nazwą Hōlanikū, oznaczającą „przynoszący niebo”; może to być symboliczne wyrażenie tego, że dalej na zachód nie ma już lądów i niebo łączy się z otwartym oceanem. Pojawia się ona w mitach i pieśniach, jako siedziba bóstw takich jak Kāne, Kanaloa, Nāmaka-o-kaha‘i i Wali-nuʻu, bądź jako cel podróży Kau-mau-i-luna-Hōlanikū – wyspa położona na zachód od Kuaihelani (Midway). Występuje ona w mitycznej genealogii wysp: Hōlani była żoną Ka-pua-ulu-lana, byli to mityczni przodkowie Hawajczyków, 12 pokoleń przed czasami Papa i Wākea. Oznacza też symboliczną konchę, która przynosi wyspom hawajskim deszcz z północnego zachodu.
Przed 1827 rokiem atol był kilkukrotnie odwiedzany przez europejskich żeglarzy, którzy za każdym razem nadawali mu nową nazwę; dopiero w 1835 roku rosyjski żeglarz i kartograf Adam Johann von Krusenstern uznał, że istniejące raporty odnoszą się do jednej wyspy i nadał jej obecną nazwę Kure. Ma ona upamiętniać rosyjskiego kapitana, uznanego za odkrywcę atolu, chociaż nie istnieje zachowany opis tego wydarzenia. W XIX wieku różne statki osiadały na rafach Kure: w 1837 roku brytyjski statek wielorybniczy „Gledstanes”, w 1842 amerykański statek wielorybniczy „Parker”, w 1870 amerykański slup wojenny USS „Saginaw” i w 1886 brytyjski żaglowiec „Dunnotar Castle”. Marynarze bywali uwięzieni tu nawet 9 miesięcy, żywiąc się mniszkami hawajskimi, żółwiami i ptakami morskimi. Jedną z nowszych nazw tej wyspy, używaną jeszcze w XX wieku była Ocean Island.

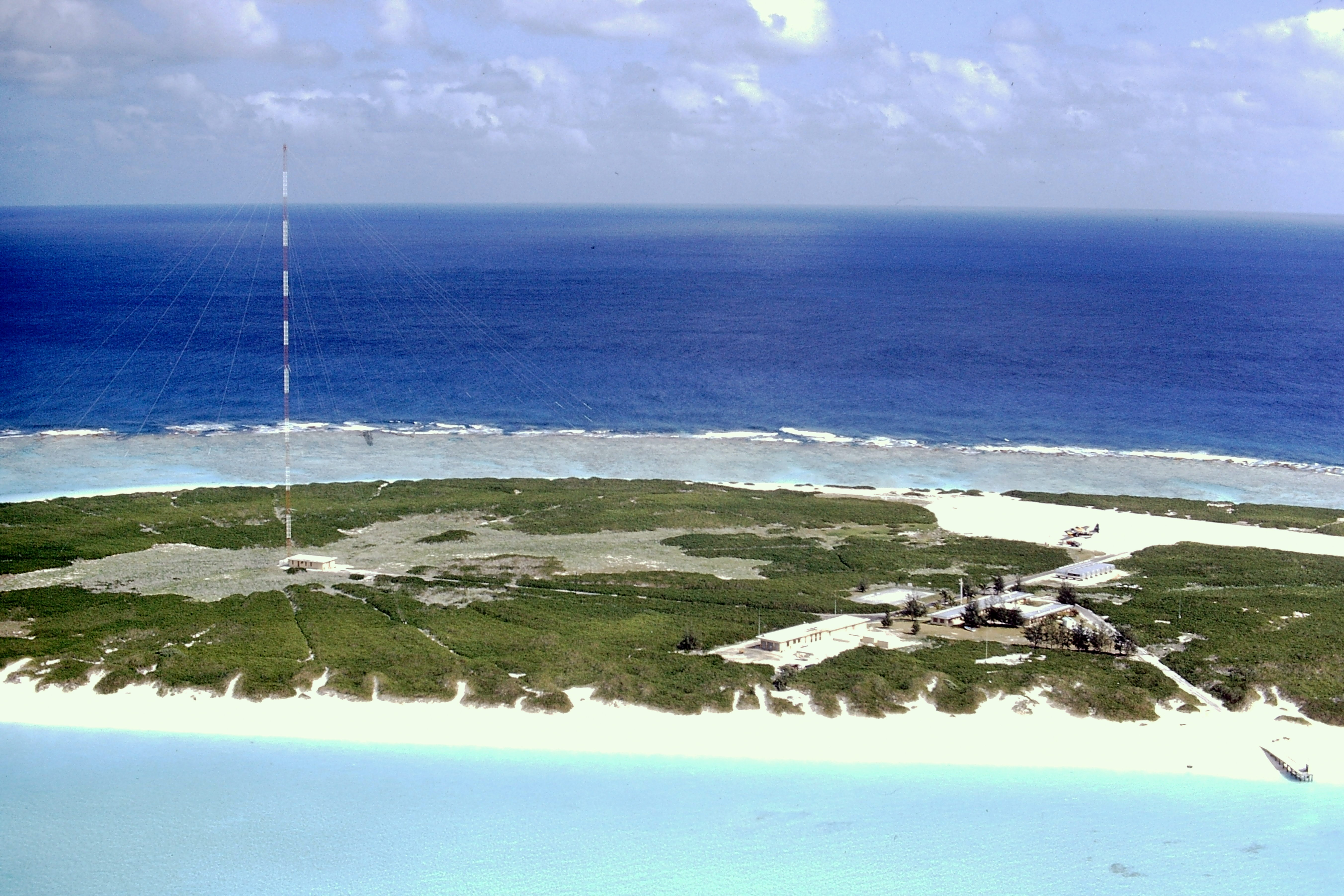
Green Island w 1971 roku ze stacją systemu LORAN

20 września 1886 roku James H. Boyd ze statku „Waialeale” przyłączył wyspę do Królestwa Hawajów w imieniu króla Kalākaua. Wyspa otrzymała wówczas hawajską nazwę Mokupāpapa („płaska wyspa”). Zbudowano na niej schronienie z zapasami dla rozbitków, które jednak przetrwało bardzo krótko. W 1894 roku wyspa została wydzierżawiona firmie North Pacific Phosphate and Fertilizer Company w celu wydobycia guana, ale działania nie zostały podjęte. 7 lipca 1898 Hawaje (w tym Kure) stały się terytorium Stanów Zjednoczonych. W 1909 roku prezydent Theodore Roosevelt objął Kure ochroną w ramach Hawaiian Islands Bird Reservation, zarządzane przez Departament Rolnictwa Stanów Zjednoczonych. W 1923 odbyła się ekspedycja USS „Tanager”, która jako pierwsza systematycznie badała zasoby naturalne Północno-Zachodnich Wysp Hawajskich.
W 1936 roku prezydent Franklin Delano Roosevelt oddał atol pod zarząd United States Navy. W czasie II wojny światowej podczas bitwy pod Midway atol próbowali zająć Japończycy. Jeden z bombowców z lotniskowca Hiryū został strącony w pobliżu wyspy; jego załoga przeżyła, ale popełniła samobójstwo, żeby nie dostać się do niewoli. W 1952 roku prezydent Harry Truman przywrócił Kure do Terytorium Hawajów. Od 1961 roku na wyspie działała stacja systemu LORAN zarządzana przez United States Coast Guard, obsługiwana przez 24 osoby i dysponująca lądowiskiem; została zlikwidowana w 1992 roku. W 2006 roku prezydent George W. Bush ustanowił Północno-Zachodnie Wyspy Hawajskie pomnikiem narodowym, a w 2010 roku znalazły się one na liście światowego dziedzictwa UNESCO.

## Przyroda

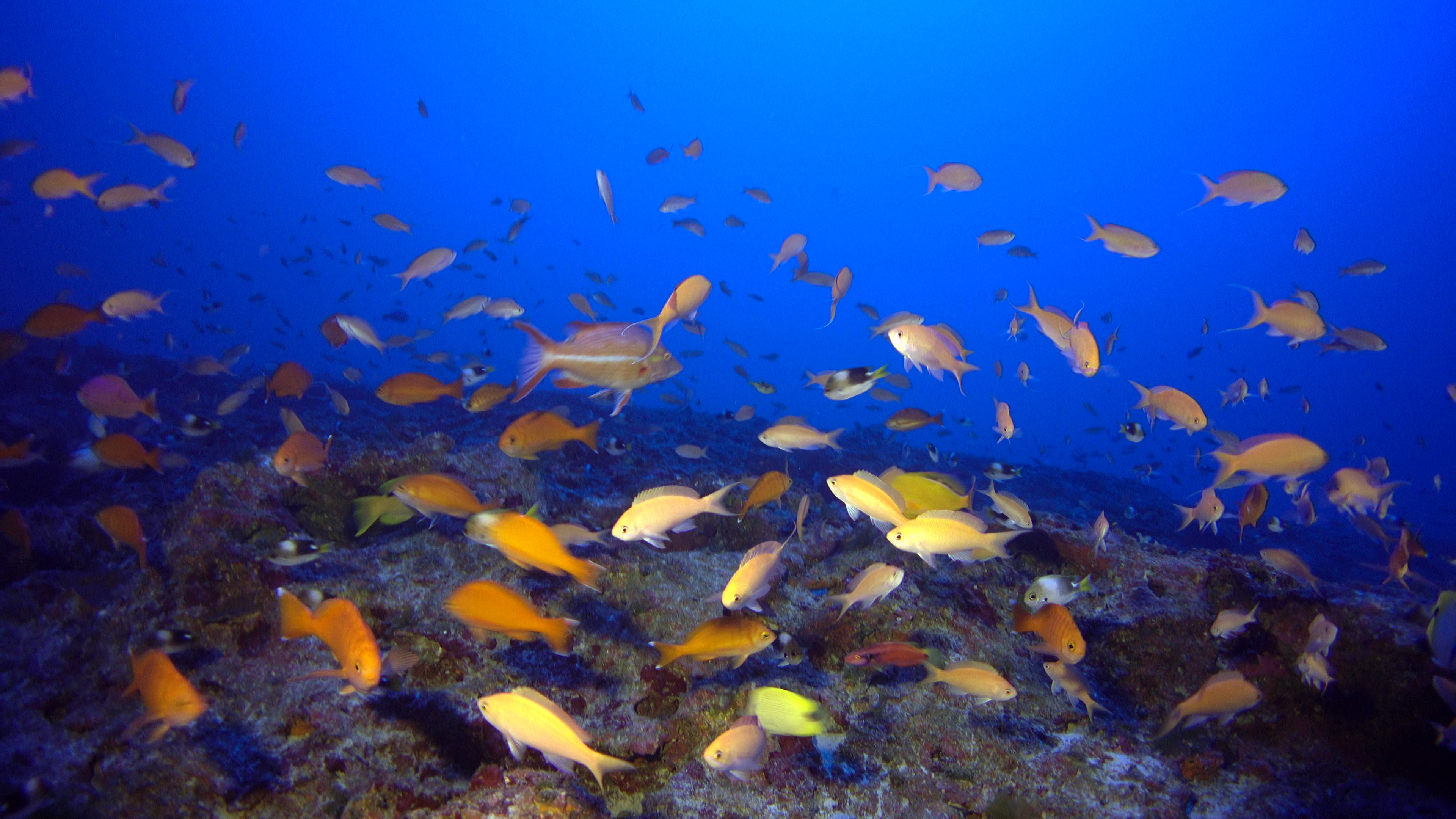
Endemiczne ryby rafowe w pobliżu Kure

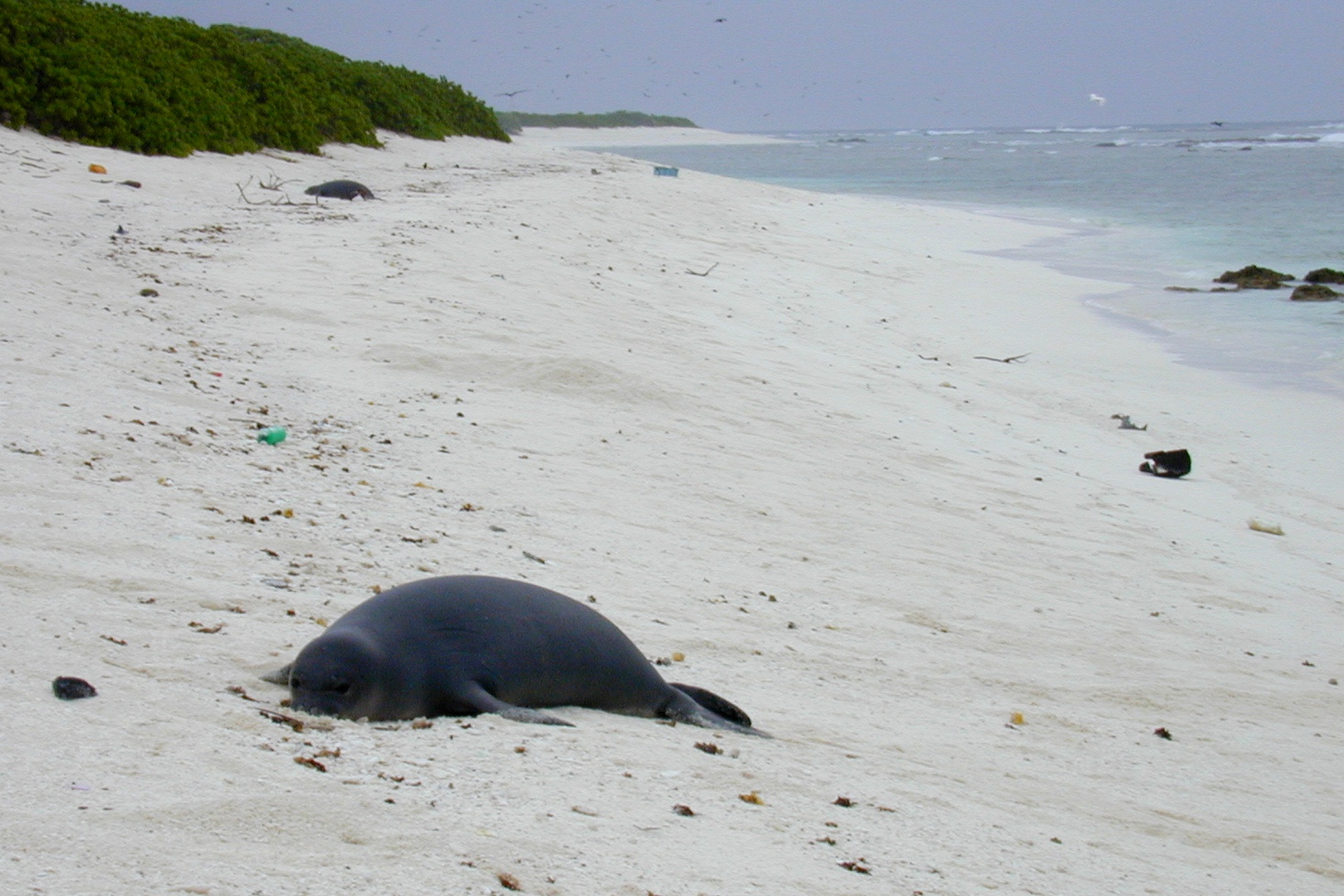
Mniszka hawajska na plaży Green Island

Wody otaczające Kure są względnie chłodne, ale żyją w nich różnorodne koralowce (udokumentowano 28 gatunków korali madreporowych), szkarłupnie, skorupiaki i mięczaki. 56% gatunków ryb to gatunki endemiczne dla Hawajów. W lagunie i wodach przybrzeżnych spotyka się ostrobokowate, rekiny, barwenowate, skubaczowate, występuje tu także murena smocza, Genicanthus personatus, Oplegnathidae i rzadki Hyporthodus quernus. Mieszkańcami laguny, przebywającymi tu w trakcie dnia, są także delfinki długoszczękie. Wyspa jest istotnym miejscem wypoczynku i rozrodu mniszki hawajskiej; tutejsza subpopulacja zmalała w latach 60. XX w. w związku z działaniem stacji LORAN, ale po jej zamknięciu ponownie wzrasta i obecnie (2020) liczy 100–125 zwierząt.
Green Island porasta 13 gatunków roślin naczyniowych; pierwotnie porastał ją gąszcz krzewów z rodzaju scewola. Na wyspie gnieżdżą się 22 gatunki ptaków morskich, w tym 40 tysięcy albatrosów ciemnolicych i 15 tysięcy albatrosów czarnonogich. Stwierdzono tu występowanie 35 gatunków owadów, z czego 11 to hawajskie endemity, a roztocz Hemicheyletia granula jest znany tylko z Kure. Co najmniej od 1870 roku na wyspie występowały szczury polinezyjskie, które mogły zostać tu zawleczone jeszcze przed dotarciem Europejczyków, przez rdzennych Hawajczyków. Oprócz roślin zjadały one jaja i pisklęta lokalnych ptaków, w latach niedoboru atakując także dorosłe; ich drapieżnictwo ograniczało sukces lęgowy. Gryzonie wytępiono w latach 1993–1994. Od 2007 do 2014 roku prowadzono program odtworzenia pierwotnego środowiska wyspy, w tym zbiorników słodkiej wody. W 2014 roku na Kure sprowadzono z Midway krytycznie zagrożone krzyżówki białookie.
Prądy morskie północnego Pacyfiku tworzą wielkoskalowy układ cyrkulacji, który przynosi na plaże i rafy Kure odpady i fragmenty sieci rybackich z Wielkiej Pacyficznej Plamy Śmieci. Stanowią one zagrożenie dla fauny atolu i otaczających wód. Tylko w 2003 roku uprzątnięto 1200 kilogramów odpadów.